# Bundesstelle für Fernmeldestatistik

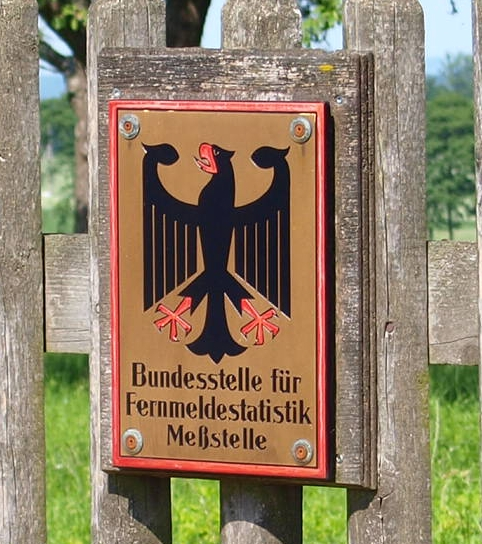
Liegenschaft des BND Am Speckweg in Butzbach

Die Bundesstelle für Fernmeldestatistik (BFSt) war bis 2014 eine Tarnbezeichnung für Außenstellen des Bundesnachrichtendienstes (BND). Die Außenstellen gehören zur Abteilung Technische Aufklärung (TA), vormals Abteilung II.
Die Bezeichnung sollte die Stellung als Bundesbehörde suggerieren. Dieses wurde auch von offizieller Seite bestätigt. Sitz der fiktiven Bundesbehörde soll Stockdorf, Gemeinde Gauting, im Landkreis Starnberg gewesen sein.

## Geschichte
Die Fernmelde- und elektronische Aufklärung des Bundesnachrichtendienstes begann bereits bei seinem organisatorischen Vorgänger, der Organisation Gehlen (OG). 1947 wurde in Schloss Kransberg bei Bad Nauheim die erste Kurzwellen-Horcherfassungsstelle der Organisation Gehlen errichtet. Ergänzend hierzu nahm im nahen Butzbach die erste „Horch-Leitstelle“ mit 50 Mitarbeitern ihren Betrieb auf. In dieser Zeit stießen weitere ehemalige Mitarbeiter aus dem Bereich der ehemalige Nachrichtendienste „Abwehr“ und Forschungsamt der Luftwaffe zur Organisation Gehlen. Nachdem Oberst a. D. Leo Hepp die Leitung der Horcherfassung übernommen hatte, erweiterte Gehlen den Auftrag. Im Rahmen der Nachrichtengewinnung zur Berlin-Blockade erfolgte die erste Erfassung im VHF/UHF-Bereich der 24. Sowjetischen Frontluftarmee (24. FLA) durch die Organisation Gehlen vom Hohen Meißner aus. Schnell wurde die zusätzliche Errichtung weiterer Peil- und Hörstellen für die Kurzwellen-Erfassung durch die Organisation Gehlen auf bundesdeutschem Gebiet durch die Ausweitung der Erfassungstätigkeit erforderlich.
1954 begann die Organisation Gehlen mit britischer Technik aus der Zeit des Zweiten Weltkrieges erstmals mit der mobilen Funkmesserfassung, vor allem von Radarsignalen an der Grenze zur Deutschen Demokratischen Republik.
Nach dem NATO-Beitritt und der Gründung der Bundeswehr gingen Teile der Fernmelde- und Elektronische Aufklärung als Teil des Militärischen Nachrichtenwesens in den Bereich des Bundesministeriums der Verteidigung über. Es stellte sich die Frage nach der Kompetenzverteilung bei der technischen Aufklärung zwischen der am 12. November 1955 gegründeten Bundeswehr und dem am 1. April 1956 errichteten Bundesnachrichtendienst.

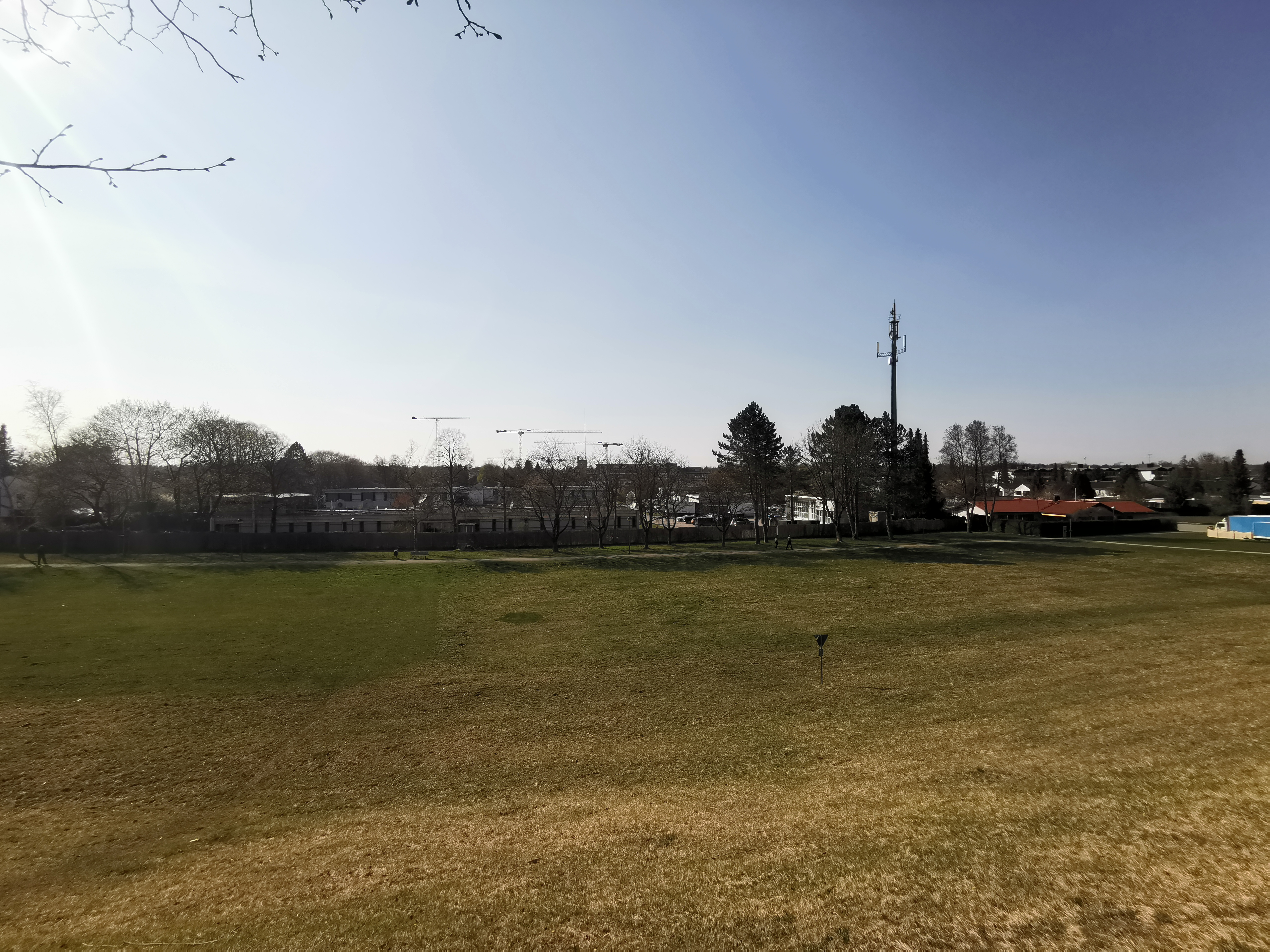
BND-Gelände mit zahllosen Antennen an einer Wiese in Gauting.

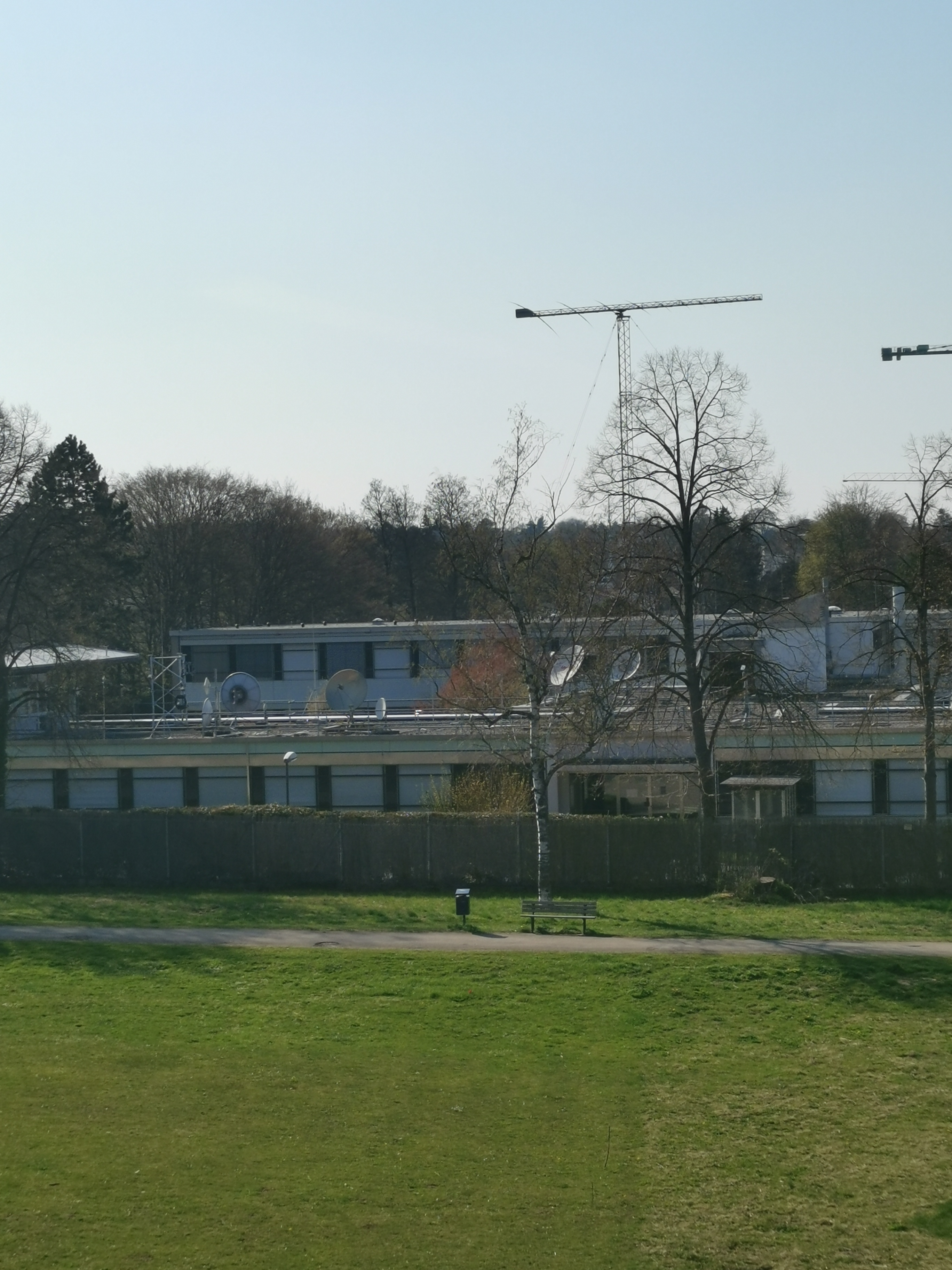
Umfangreiche Funktechnik auf dem Dach zur Aufklärung und Kommunikation.

Zu dieser Zeit wurde in Kransberg die „Horchstelle A“ der Organisation Gehlen eingerichtet. Später wurde auch die Funkauswertung von Oberursel nach Kransberg verlegt. Danach wurde diese Erfassungsstelle nach Butzbach verlegt. In Butzbach befand sich bereits seit etwa 1948 eine Führungsstelle der „Horchstelle A“ Kransberg. Mittlerweile wurde die Tarnbezeichnung „Bundesstelle für Fernmeldestatistik“ (BFSt) benutzt.
Die „Horchstelle B“ wurde ab 1950 mit amerikanischer Zustimmung in Berlin-Tempelhof eingerichtet. Später zog sie in eine französische Liegenschaft nach Reinickendorf im französischen Sektor Berlins. Bereits 1948 wurde anscheinend von Kransberg aus der Probeerfassungsbetrieb auf dem Hohen Meißner durchgeführt. Der VHF/UHF-Sprechfunkverkehr der sowjetischen Luftstreitkräfte in der Sowjetischen Besatzungszone konnte von dort aus wesentlich effektiver abgehört werden. Vor dem politischen Hintergrund der folgenden Luftbrücke der Alliierten nach Berlin war dies interessant.
Die „Horchstelle C“ wurde im oberbayerischen Söcking bei Starnberg, die „Horchstelle D“ ab etwa 1956 in Husum eingerichtet. Zeitweise wurde wohl auch von Bremen/Bremerhaven (Amerikanische Besatzungszone) aus überwacht.
Heute ist die Abteilung Technische Aufklärung (TA) des Bundesnachrichtendienstes für die Technische Aufklärung zuständig. Der Bundesnachrichtendienst hatte im Bereich der Fernmelde- und Elektronischen Aufklärung international einen guten Ruf.

## Technik
Über die aktuellen technischen Möglichkeiten der Technischen Aufklärung des BND und verwandter Bundeswehr-Einrichtungen ist öffentlich wenig bekannt. 2010 wurde eine Kooperation des Bundesnachrichtendienstes mit Siemens bekannt. Weiterhin findet auch seit Jahrzehnten eine vertrauensvolle Zusammenarbeit mit Rohde & Schwarz in München statt. Im Bereich der Fernmeldeaufklärung arbeitet der Bundesnachrichtendienst bevorzugt mit deutschen Elektronikherstellern zusammen. Mitarbeiter deutscher Firmen, die Telefonanlagen oder Abhörtechnik in arabische Länder geliefert haben, waren später häufig auch bei der Entschlüsselung im Dienst des Bundesnachrichtendienst aktiv.

### Aufklärungsquote im Nachrichtenverkehr
Im Verlauf des Jahres 2011 überprüfte der Nachrichtendienst nahezu 2,9 Millionen E-Mails und SMS. Nach Auswertung der Suche habe sich in 290 Fällen „nachrichtendienstlich relevantes Material“ darunter befunden. Dies entsprach einer „Erfolgsquote von 0,01 Prozent“. Vize-Regierungssprecher Georg Streiter gab dazu bekannt, „nur ein eingeschränkter Teil der internationalen Telekommunikation unterliege der Überwachung durch den Bundesnachrichtendienst. Die Zahlen seien dabei rückläufig. 2010 habe der Nachrichtendienst noch rund 38 Millionen ‚Telekommunikationsverkehre‘ erfasst, 2011 dann weniger als drei Millionen.“

## Außenstellen
Die Außenstellen wurden teils vom Bundesnachrichtendienst allein, aber auch über Kooperationsverträge mit der Bundeswehr (Amt für Nachrichtenwesen der Bundeswehr), Bundesgrenzschutz und Diensten der NATO-Bündnispartner betrieben. Ab 1990 wurden viele dieser Einrichtungen zurückgebaut oder aufgelöst.
Folgende nicht abschließende Auflistung zeigt Außenstellen des Bundesnachrichtendienstes, die als Bundesstelle für Fernmeldestatistik getarnt waren:
- Augsburg „Drehpunkt“/Bramstedtlund: Großbasis-Fernpeilanlage „Kastagnette“ ausgeführt als Wullenwever-Antenne in Bramstedtlund (bei Flensburg) sowie die BND-Außenstelle Gablingen (enttarnt am 6. Juni 2014 durch den BND im Rahmen der sogenannten „Transparenzoffensive“[5]). Die Kombination der Peilergebnisse erlaubt die sehr genaue, fast weltweite Erfassung und Echtzeitverfolgung (Tracking) von Sendern vornehmlich im Lang- und Mittelwellen-, aber auch im Kurzwellenbereich.[6] Die „Funksende/-empfangsstelle Bramstedtlund“ wird heute vom Bataillon Elektronische Kampfführung 911 betrieben.
- Bad Aibling: „Seeland-Torfstich“ und „Objekt Orion“: In der ehemaligen Bad Aibling Station der National Security Agency (NSA) und in der Liegenschaft der ehemaligen Mangfall-Kaserne ist die BND-Außenstelle Bad Aibling. Sie war bis 2014 als „Fernmeldeweitverkehrsstelle der Bundeswehr“ („FmWVStBw“) getarnt. Nach Angaben Edward Snowdens sollen von hier aus Metadaten an die NSA weitergeleitet worden sein.
- Bad Sachsa auf dem Ravensberg im Harz: Außenstelle LA 21 „Gipfelkreuz“[7]
- Berlin in Berlin-Waidmannslust in der Cyclopstraße/Rue Montesquieu in der Cité Foch betrieb der BND einen Turm für elektronische Aufklärung, den er vom französischen Nachrichtendienst übernommen hatte. Dieser wurde 2003 abgerissen.[8]
- Bonn
- Braunschweig-Flugplatz Waggum (Funktechnische Versuchsanstalt/„Tennisplatz“): Betrieb von zwei Bell UH-1D-Hubschraubern (Luftfahrzeugkennzeichen 70+01; 70+02) ab 1971 bis 1993 für elektronische Aufklärung. Fluggerät und Luftfahrzeugführer wurden von der Luftwaffe bereitgestellt.[9][10]
- Brühl
- Butzbach[11]
- Heiligenhafen
- Hof: „Pferdestall“, siehe Zentrale Untersuchungsstelle der Bundeswehr für Technische Aufklärung
- BND-Außenstelle Husum: „Neptun-Seehaus“, „Bundestelle für Fernmeldestatistik, Prüfstelle“ (enttarnt im August 2016 im Zuge einer Anfrage nach dem Informationsfreiheitsgesetz)[12]
- Kassel: „Heckenrose-Kurfürst“, in der Husarenkaserne
- Krailling: „Dacapo“ (aufgelöst 1994)
- Kreuzholzhausen: „Mühle“ (Bundesstelle für Fernmeldestatistik, Prüfstelle)
- Monschau-Höfen: „Talsperre“, es wurden Logarithmisch-Periodische-Richt-Antennen, Langdrahtantennen und Beverage-Antennen benutzt, um den Fernschreib- und Funkverkehrs der wichtigsten Botschaften in Bonn abzuhören. Im Oktober 2009 wurde damit begonnen, die Antennenmasten abzubauen.[13]
- Pöcking: „Kleefeld“, Fernmeldeschule des BND (Bundesstelle für Fernmeldestatistik, Prüfstelle), siehe auch: Ausbildungszentrum CIR (enttarnt am 6. Juni 2014 durch den BND im Rahmen der sog. „Transparenzoffensive“)
- BND-Außenstelle Schöningen: „Bundesstelle für Fernmeldestatistik, Versuchsstation“ (Satellitenaufklärung under anderem Inmarsat, enttarnt am 6. Juni 2014 durch den BND im Rahmen der sogenannten „Transparenzoffensive“)[14][5]
- Starnberg: Bundesstelle für Fernmeldestatistik, Schule des Bundesnachrichtendienstes
- Tutzing: „Alpina“ & „Südlabor GmbH“ (1991 aufgelöst)